# Bendito entre las mujeres
Bendito entre las mujeres es el primer disco en solitario por el guitarrista de la banda de rock hispano Maná, Sergio Vallín. El álbum fue lanzado el 22 de septiembre de 2009. En este disco, que combina sus dotes de guitarra con las voces de algunas de los mejores cantantes femeninas que incluye a las españolas Ana Torroja (del trío Mecano), Rosana, Natalia Jiménez (de La 5ª Estación) y Raquel del Rosario (de El Sueño de Morfeo); las mexicanas Paulina Rubio, Joy Huerta (de Jesse & Joy), Ely Guerra, Jannette Chao y María José (Ex Kabah), así como la estrella brasileña Ivete Sangalo.
El título del álbum es un juego de palabras de "Bendita Tú eres entre todas las mujeres", la alabanza que se hace a la Virgen María en la oración católica Ave María.

## Lista de canciones
| #   | Título                                                   | Duración |
| --- | -------------------------------------------------------- | -------- |
| 1.  | Historias de una Nena 1 (Instrumental) (Sergio Vallín)   | 1:33     |
| 2.  | Esa Soy Yo ft. Natalia Jiménez (Sergio Vallín)           | 3:51     |
| 3.  | Por Que No Te Vas ft. Ana Torroja (Sergio Vallín)        | 3:29     |
| 4.  | Palabras Rotas ft. Jannette Chao (Sergio Vallín)         | 3:39     |
| 5.  | Que Pasa Tío ft. María José (Sergio Vallín)              | 3:17     |
| 6.  | Milagro Catastrófico ft. Ely Guerra (Sergio Vallín)      | 5:04     |
| 7.  | Fragilidad ft.Joy Huerta (Gordon Sumner)                 | 4:14     |
| 8.  | Tan Dentro De Mi ft. Rosana (Sergio Vallín)              | 3:19     |
| 9.  | No más traiciones ft. Paulina Rubio (Sergio Vallín)      | 4:10     |
| 10. | Solo Tú ft. Raquel del Rosario (Sergio Vallín)           | 4:04     |
| 11. | Gotas De Ti ft. Ivete Sangalo (Sergio Vallín)            | 4:25     |
| 12. | Por Que Te Vas ft. Rocío Vallín (Sergio Vallín)          | 4:13     |
| 13. | Historias de una Nena 2 (Instrumental 2) (Sergio Vallín) | 2:41     |

## Personal
- Sergio Vallín - guitarras, coros
- Jorginho Luiz - tambores
- Fernando Vallín - bajo
- Jeff Babko - teclados
- Luis Conte - percusión
- Coro: Alih Jey, Karla Vallín y Sebastián Krys
- Coro de Flamenco de: "Que Pasa Tío": Macarena Rodríguez
- Mariachi: Mariachi Divas